# Episteme hebe
Episteme hebe är en fjärilsart som beskrevs av Jordan 1912. Episteme hebe ingår i släktet Episteme och familjen nattflyn. Inga underarter finns listade i Catalogue of Life.